# Fatal Instinct
Fatal Instinct is een Amerikaanse filmkomedie uit 1993 onder regie van Carl Reiner. De film parodieert thrillers als Double Indemnity (1944), Chinatown (1974), Body Heat (1981), Fatal Attraction (1987), Cape Fear (1991), The Silence of the Lambs (1991), Sleeping with the Enemy (1991) en Basic Instinct (1992).

## Verhaal
Ned Ravine is zowel politieagent als advocaat. Hij wordt verleid door een vrouw, terwijl zijn vrouw een affaire heeft met een monteur.

## Rolverdeling
| Acteur               | Personage                |
| -------------------- | ------------------------ |
| Armand Assante       | Ned Ravine               |
| Sherilyn Fenn        | Laura Lincolnberry       |
| Kate Nelligan        | Lana Ravine              |
| Sean Young           | Lola Cain                |
| Christopher McDonald | Frank Kelbo              |
| James Remar          | Max Shady                |
| John Witherspoon     | Arch                     |
| Tony Randall         | Rechter                  |
| Ashlyn Gere          | Frank Stegner's vriendin |